# Marcus Manlius Vulso
Marcus Manlius Vulso entstammte der altrömischen Patrizierfamilie der Manlier und war 420 v. Chr. Konsulartribun.

## Leben
Dass der Konsulartribun Marcus Manlius des Jahres 420 v. Chr. das Cognomen Vulso führte, ist nur durch die Angabe einer erhaltenen spätantiken Fastenliste bekannt, weil der römische Geschichtsschreiber Titus Livius nur Manlius’ Vor- und Gentilnamen anführt und von den Fasti Capitolini auch nur der erste Teil von Manlius’ Namen, nicht aber dessen Cognomen und Abstammung erhalten ist. Ein weiterer Konsulartribun des Jahres 420 v. Chr. war Lucius Furius Medullinus. Da Aulus Manlius Vulso 474 v. Chr. das Konsulat ebenfalls mit einem Lucius Furius Medullinus innegehabt hatte, scheint eine ältere Beziehung zwischen den Geschlechtern der Manlier und Furier wiederaufgenommen worden zu sein. Aulus Manlius Vulso war vielleicht der Vater – eher als der Großvater – des hier behandelten Marcus Manlius Vulso.